# Lupinus popayanensis
Lupinus popayanensis är en ärtväxtart som beskrevs av Charles Piper Smith. Lupinus popayanensis ingår i släktet lupiner, och familjen ärtväxter. Inga underarter finns listade i Catalogue of Life.